# Tristan und Isolde (handschrift KBR)
De Tristan und Isolde is een Duitse versie van de legende van Tristan en Isolde geschreven door Gottfried von Straßburg tussen 1200 en 1220. Van deze tekst zijn er 11 volledige handschriften (waarvan slechts drie verlucht) en 19 fragmenten bewaard gebleven. De Koninklijke Bibliotheek van België bewaart een Tristan und Isolde, tot stand gekomen in de 15e eeuw onder de signatuur ms. 14697.

## Geschiedenis
Het handschrift Bruxellensis 14697 is tussen ca. 1455 en 1460 gemaakt in het atelier van Diebolt Lauber, een miniaturist en kopiist van de rijkslandvoogdij Haguenau in de Elzas. Dit atelier was zeer bedrijvig in de periode tussen 1427 en 1467. Volgens een ex libris in de codex was hij in het bezit van Clément Wenceslas de Renesse (1774-1833) en werd het daarna aangekocht door de KBR.

## Beschrijving
Het boek is samengesteld uit 597 folia van papier van 276 op 210 mm. De Duitse tekst is geschreven in één kolom van 21 à 24 lijnen. Het tekstblok meet 185 op 110 mm). Het is uitbundig versierd met 91 gekleurde tekeningen.

## Inhoud
Het handschrift bevat naast de Tristan van Gottfried von Straßburg (f10r-f510v) ook een kortverhaal Tristan als Mönch (f511r-578v) en de conclusie van het vervolg dat Ulrich von Türheim schreef (f578v-f597v) op de Tristan van Gottfried.
Deze Tristan und Isolde is, zoals de schrijver het zelf zegt, gebaseerd op de Tristan roman van Thomas von Britanje (1160-1165), het eerst bewaarde werk, zij het fragmentarisch. Eilhart von Oberge (1170-1190) had de eerste Duitse versie geschreven, maar die versie vond Gottfried niet waarheidsgetrouw. Hij bekritiseerde onder meer het verhaal van de zwaluw die met een gouden haar van Isolde (uit Ierland) in Cornwall aan het hof van koning Marke opduikt.), Zwaluwen gingen volgens hem geen materiaal om hun nest te bouwen over zee halen!
De korte inhoud van het verhaal wordt uitgebreid besproken in Tristan en Isolde – Synopis. Het gedicht van Gottfried von Straßburg werd plots afgebroken nadat Tristan in Normandië ‘Isolde met de witte handen’ heeft leren kennen en hij met zijn gevoelens voor beide Isoldes niet in het reine kan komen. Waarschijnlijk is Gottfried overleden voor hij zijn werk had afgemaakt.
De Tristan als Mönch is een van de vele verhalen die Tristans pogingen beschrijven, om Isolde weer te zien, nadat hij van het hof van Marke was weggetrokken. De tekst is van een duidelijk mindere kwaliteit dan het gedicht van Gottfried von Straßburg.

## Weblinks
- Gottfried von Straßburg: 'Tristan' in Marburger Handschriftencensus.
- Tristan (Gottfried von Straßburg, op Diebold Lauber - digital
- Gottfried de Strasbourg, Tristan et Isolde, afbeeldingen op de website van de Bibliothèque nationale de France